# Microchaetes sphaericus
Microchaetes sphaericus is een keversoort uit de familie pilkevers (Byrrhidae). De wetenschappelijke naam van de soort is voor het eerst geldig gepubliceerd in 1834 door Hope.